# Busano
Busano est une commune italienne de la ville métropolitaine de Turin dans la région Piémont en Italie.

## Administration
| Période                                  | Période  | Identité        | Étiquette    | Qualité |
| ---------------------------------------- | -------- | --------------- | ------------ | ------- |
| 14 juin 2004                             | En cours | Eugenio Matteis | lista civica |         |
| Les données manquantes sont à compléter. |          |                 |              |         |

### Hameaux
Pomata, Grangiasa

### Communes limitrophes
Rivara, San Ponso, Favria, Barbania, Vauda Canavese, Oglianico, Front, Valperga